# Палисейд (город, Миннесота)
Палисейд (англ. Palisade) — город в округе Эйткин, штат Миннесота, США. На площади 1,2 км² (1,2 км² — суша, водоёмов нет), согласно переписи 2002 года, проживают 118 человек. Плотность населения составляет 100,3 чел./км².
- Телефонный код города — 218
- Почтовый индекс — 56469
- FIPS-код города — 27-49498[1]
- GNIS-идентификатор — 0649121[2]